# Гілі Шарір
Гілі Шарір (22 листопада 1999 , Mazord ) — ізраїльська дзюдоїстка, бронзова призерка Олімппійських ігор 2020 року.

## Виступи на Олімпіадах
| Олімпіада  | Дисципліна      | Місце |
| ---------- | --------------- | ----- |
| Токіо 2020 | до 63 кг        | 17    |
| Токіо 2020 | змішана команда | 3     |